# Circoscrizione Inghilterra nord-occidentale
La circoscrizione Inghilterra nord-occidentale è stata una circoscrizione elettorale per l'elezione degli europarlamentari del Parlamento europeo spettanti al Regno Unito. Dalle elezioni del 2009 ha eletto 8 parlamentari europei con il metodo D'Hondt della rappresentazione proporzionale della lista dei partiti, fino all'uscita del Regno Unito dall'Unione europea il 31 gennaio 2020.

## Storia
A seguito dell'approvazione dell'European Parliamentary Elections Act 1999, l'Inghilterra nord-occidentale costituisce un collegio elettorale da cui vengono eletti i candidati con il metodo D'Hondt. Nelle elezioni che precedono questa legge, i deputati sono stati eletti con il metodo first-post-the-post (rappresentazione proporzionale della lista dei partiti) nei collegi elettorali con un solo membro. L'attuale collegio elettorale corrisponde alle seguenti precedenti circoscrizioni: Cheshire East, Cheshire West e Wirral, Cumbria e Lancashire North, Greater Manchester Central, Greater Manchester East, Greater Manchester West, Lancashire Central, Lancashire South, Merseyside East e Wigan, Merseyside West, e parti di Staffordshire West e Congleton.

## Eurodeputati eletti
| Eurodeputati per l'Inghilterra nord-occidentale dal 1999 al 2020 | Eurodeputati per l'Inghilterra nord-occidentale dal 1999 al 2020 | Eurodeputati per l'Inghilterra nord-occidentale dal 1999 al 2020 | Eurodeputati per l'Inghilterra nord-occidentale dal 1999 al 2020 | Eurodeputati per l'Inghilterra nord-occidentale dal 1999 al 2020  | Eurodeputati per l'Inghilterra nord-occidentale dal 1999 al 2020  | Eurodeputati per l'Inghilterra nord-occidentale dal 1999 al 2020  | Eurodeputati per l'Inghilterra nord-occidentale dal 1999 al 2020  | Eurodeputati per l'Inghilterra nord-occidentale dal 1999 al 2020  | Eurodeputati per l'Inghilterra nord-occidentale dal 1999 al 2020  | Eurodeputati per l'Inghilterra nord-occidentale dal 1999 al 2020  | Eurodeputati per l'Inghilterra nord-occidentale dal 1999 al 2020 |
| ---------------------------------------------------------------- | ---------------------------------------------------------------- | ---------------------------------------------------------------- | ---------------------------------------------------------------- | ----------------------------------------------------------------- | ----------------------------------------------------------------- | ----------------------------------------------------------------- | ----------------------------------------------------------------- | ----------------------------------------------------------------- | ----------------------------------------------------------------- | ----------------------------------------------------------------- | ---------------------------------------------------------------- |
| Elezione                                                         |                                                                  | 1999 (5° parlamento)                                             |                                                                  | 2004 (6° Parlamento)                                              | 2004 (6° Parlamento)                                              | 2004 (6° Parlamento)                                              |                                                                   | 2009 (7° Parlamento)                                              |                                                                   | 2014 (8° Parlamento)                                              |                                                                  |
|                                                                  |                                                                  |                                                                  |                                                                  |                                                                   |                                                                   |                                                                   |                                                                   |                                                                   |                                                                   |                                                                   |                                                                  |
| Dep. Partito                                                     |                                                                  | Richard Fletcher-Vane, II barone Inglewood Conservatore          |                                                                  | John Whittaker UKIP                                               | John Whittaker UKIP                                               | John Whittaker UKIP                                               |                                                                   | Paul Nuttall UKIP                                                 | Paul Nuttall UKIP                                                 | Paul Nuttall UKIP                                                 |                                                                  |
| Dep. Partito                                                     |                                                                  | Den Dover Conservatore (1999–2008) Indipendente (2008–2009)      | Den Dover Conservatore (1999–2008) Indipendente (2008–2009)      | Den Dover Conservatore (1999–2008) Indipendente (2008–2009)       | Den Dover Conservatore (1999–2008) Indipendente (2008–2009)       | Den Dover Conservatore (1999–2008) Indipendente (2008–2009)       |                                                                   | Nick Griffin BNP                                                  |                                                                   | Louise Bours UKIP                                                 |                                                                  |
| Dep. Partito                                                     |                                                                  | Sir Robert Atkins Conservatore                                   | Sir Robert Atkins Conservatore                                   | Sir Robert Atkins Conservatore                                    | Sir Robert Atkins Conservatore                                    | Sir Robert Atkins Conservatore                                    | Sir Robert Atkins Conservatore                                    | Sir Robert Atkins Conservatore                                    |                                                                   | Steven Woolfe UKIP                                                |                                                                  |
| Dep. Partito                                                     |                                                                  | David Sumberg Conservatore                                       | David Sumberg Conservatore                                       | David Sumberg Conservatore                                        | David Sumberg Conservatore                                        | David Sumberg Conservatore                                        |                                                                   | Jacqueline Foster Conservatore                                    | Jacqueline Foster Conservatore                                    | Jacqueline Foster Conservatore                                    |                                                                  |
| Dep. Partito                                                     |                                                                  | Jacqueline Foster Conservatore                                   |                                                                  | Saj Karim Liberal Democratici (2004–2007) Conservatore (dal 2007) | Saj Karim Liberal Democratici (2004–2007) Conservatore (dal 2007) | Saj Karim Liberal Democratici (2004–2007) Conservatore (dal 2007) | Saj Karim Liberal Democratici (2004–2007) Conservatore (dal 2007) | Saj Karim Liberal Democratici (2004–2007) Conservatore (dal 2007) | Saj Karim Liberal Democratici (2004–2007) Conservatore (dal 2007) | Saj Karim Liberal Democratici (2004–2007) Conservatore (dal 2007) |                                                                  |
| Dep. Partito                                                     |                                                                  | Chris Davies Liberal Democratici                                 | Chris Davies Liberal Democratici                                 | Chris Davies Liberal Democratici                                  | Chris Davies Liberal Democratici                                  | Chris Davies Liberal Democratici                                  | Chris Davies Liberal Democratici                                  | Chris Davies Liberal Democratici                                  |                                                                   | Julie Ward Partito Laburista (Regno Unito)                        |                                                                  |
| Dep. Partito                                                     |                                                                  | Terry Wynn Laburista                                             | Terry Wynn Laburista                                             | Terry Wynn Laburista                                              |                                                                   | Brian Simpson Laburista                                           | Brian Simpson Laburista                                           | Brian Simpson Laburista                                           |                                                                   | Afzal Khan Laburista                                              |                                                                  |
| Dep. Partito                                                     |                                                                  | Arlene McCarthy Laburista                                        | Arlene McCarthy Laburista                                        | Arlene McCarthy Laburista                                         | Arlene McCarthy Laburista                                         | Arlene McCarthy Laburista                                         | Arlene McCarthy Laburista                                         | Arlene McCarthy Laburista                                         |                                                                   | Theresa Griffin Laburista                                         |                                                                  |
| Dep. Partito                                                     |                                                                  | Gary Titley Laburista                                            | Gary Titley Laburista                                            | Gary Titley Laburista                                             | Gary Titley Laburista                                             | Gary Titley Laburista                                             | Seggio abolito                                                    | Seggio abolito                                                    | Seggio abolito                                                    | Seggio abolito                                                    | Seggio abolito                                                   |
| Dep. Partito                                                     |                                                                  | Brian Simpson Laburista                                          | Seggio abolito                                                   | Seggio abolito                                                    | Seggio abolito                                                    | Seggio abolito                                                    | Seggio abolito                                                    | Seggio abolito                                                    | Seggio abolito                                                    | Seggio abolito                                                    | Seggio abolito                                                   |